# Pastoral heroica
La pastoral heroica (en francés, «pastorale héroïque») es una pieza lírica destinada a la escena, desarrollada en Francia durante los siglos XVII y XVIII.
El espíritu y los principios son próximos a los de la tragédie lyrique. Se distingue de esta sin embargo por un carácter más ligero y un número de actos reducido (en general tres). Los argumentos permiten poner en escena dioses y héroes de la mitología gréco-romana clásica (de ahí su nombre), con una intriga generalmente centrada en los sentimientos amorosos.
Las pastorales heroicas más conocidas son las producidas por Lully (Acis et Galatée) y Rameau (Zaïs, Naïs etc.), pero este género también fue practicado por muchos de sus contemporáneos.